# Hinton-in-the-Hedges
Hinton-in-the-Hedges is een civil parish in het bestuurlijke gebied South Northamptonshire, in het Engelse graafschap Northamptonshire met 167 inwoners.